# Барвінська Євгенія Максимівна
Євге́нія Макси́мівна Барві́нська (до шлюбу Любович; 20 грудня 1854, Львів — 20 грудня 1913, там само) — українська піаністка, хорова диригентка, громадська діячка. 

## Життєпис
Євгенія Любович народилася 20 грудня 1854 року в м. Львів (Королівство Галичини та Володимирії, Австро-Угорщина, нині Львівська область, Україна) в родині Максиміліана Любовича та Олени з Студинських, двоюрідна сестра Кирила Студинського.
Закінчила учительський інститут у Львові (1874). Гри на фортепіано навчалася приватно, у музичній школі Кароля Мікулі. Разом з батьком Соломії Крушельницької о. Амвросієм була її першою вчителькою музики. Організаторка і керівниця чоловічого та жіночого хорів у Тернополі (1882–1886). 1891–1895 — диригентка львівського хору товариства «Боян». Пропагувала творчість українських композиторів. Першою помітила талант Соломії Крушельницької.
Одружена з Олександром Барвінським. Діти: Богдан, Василь.
Померла 20 грудня 1913 року в м. Львів (Королівство Галичини та Володимирії, Австро-Угорщина). Похована у Львові в гробівці на Личаківському цвинтарі, поле № 3.